# 阿格布
本奈迪克特·阿克武格布（英語：Benedict Akwuegbu，1974年11月13日—）是一名已退役的尼日利亚足球运动员，通常被简称为阿格布。他在场上司职前锋，是尼日利亚国家队成员。阿格布先后为沈阳金德、天津泰达、青岛中能、北京宏登效力，因此被中国球迷所熟悉。

## 国家队比赛
阿格布入选过尼日利亚U-16和U-20青年队，并在2000年非洲国家杯尼日利亚对突尼斯的比赛中首次为国家队出场。阿格布入选了2002年世界杯尼日利亚队的大名单。他唯一的世界杯出场是在尼日利亚对英格兰的比赛。

## 成就

### 格拉茨AK
- 奥地利足球超级联赛
  - 冠军: 2004年
  - 亚军: 2003年
- 奥地利杯
  - 冠军: 2000年, 2002年
- 奥地利超级杯
  - 冠军: 2000年, 2002年

### 尼日利亚国家队
- 非洲国家杯
  - 亚军：2000年